# Ijon Tichy
Ijon Tichy est un personnage de fiction qui apparaît dans plusieurs œuvres de Stanisław Lem. Son nom vient du polonais Cichy et signifie « le silencieux ».

## Personnage
Ijon Tichy est un explorateur spatial, qui fréquente également les cercles scientifiques sur Terre. Il est invité à un congrès de futurologie au Costa Rica. Son approbation est recherchée par un certain nombre de chercheurs et d'inventeurs à la pointe de leur domaine, comme le docteur Diagoras qui a développé une intelligence artificielle indépendante de l'humanité, ou Decantor qui a inventé une âme immortelle.
Ijon Tichy raconte lui-même les histoires dont il est le protagoniste. Parfois, il en est le personnage principal, d'autres fois il ne sert qu'à introduire un autre personnage qui a une histoire à raconter. Il n'est pas marié, il a d'habitude de bonnes intentions, il est enclin aux accidents et honnête sur ses échecs. Parmi ces échecs, il y a d'ailleurs la disparition totale de l'Univers tel que nous le connaissons, à la suite d'une expérience malheureuse sur le temps.

## Récits
Ijon Tichy apparait dans plusieurs œuvres de Stanisław Lem, dont :
- Le Congrès de futurologie, Calmann-Lévy, coll. Dimensions SF, 1976 ((pl) Kongres futurologiczny, 1971)  (ISBN 2-7021-0097-X)
- Mémoires d'Ijon Tichy, Calmann-Lévy, coll. Dimensions SF, 1977 ((pl) Ratujmy Kosmos (List otwarty, Ijona Tichego), 1971)  (ISBN 2-7021-0218-2)
- Les Voyages électriques d'Ijon Tichy, Denoël, coll. Présence du futur n° 311, 1980 ((pl) Dzienniki gwiazdowe, 1976)
- Observation sur place (Wizja lokalna, 1982), roman non traduit en français
- Nouvelles Aventures d'Ijon Tichy, Calmann-Lévy, coll. Suspense - Crime, 1986 ((pl) Pokoj na ziemi, 1985)

Les histoires mettant en scène Ijon Tichy sont pour la plupart comiques ou satiriques. Elles explorent souvent des thèmes traditionnels de la science-fiction, dans une forme qui a été décrite comme des « contes de science-fiction ». Les histoires d'Ijon Tichy sont parfois ramenés à une longueur délibérément ridicule, comme dans l'épisode où l'infortuné Ijon Tichy, pris dans une boucle temporelle, se fait régulièrement taper sur la tête avec une saucière tenue par des versions futures de lui-même. L'humour provient parfois de l'incompréhension qui surgit lorsque l'on prend quelque chose au premier degré ; ainsi, l'histoire de ce prêtre atrocement mutilé par une race altruiste d'extra-terrestres bien intentionnés à qui il avait eu le malheur d'expliquer que le destin de martyr était un des plus grands auxquels un Chrétien pouvait aspirer.
La philosophie n'est jamais loin non plus. Ainsi, Ijon Tichy rencontre une race d'extra-terrestres qui désirent une harmonie parfaite dans leurs vies, et se font donc transformer par une machine en petits disques qui seront placés pour former des motifs plaisants à la surface de leur planète.

## Série télévisée allemande
Le 26 mars 2007, la deuxième chaîne publique de télévision allemande ZDF a commencé à diffuser des épisodes de 15 minutes de Ijon Tichy: Raumpilot (de), avec Oliver Jahn dans le rôle-titre et Nora Tschirner comme Analoge Halluzinelle. La série emploie des images de synthèse. Elle montre Ijon Tichy voyageant dans une « fusée-trois-pièces » qui ressemble fortement à une cafetière de l'extérieur et à un appartement berlinois des années 1970 à l'intérieur.
La série télévisée dévie souvent des histoires d'Ijon Tichy, en partie du fait de la limitation à 15 minutes de la durée des épisodes.